# Fountain Place
Fountain Place, situato al 1445 di Ross Avenue nell'Arts District del centro della città di Dallas, in Texas, è un grattacielo costruito negli anni '80 del XX secolo in stile modernista. Con i suoi 219 metri (720 piedi) è il quinto più alto grattacielo della città di Dallas. Inoltre è il quindicesimo edificio più alto in Texas.
Il progetto originale di costruzione prevedeva l'elevazione di due edifici gemelli. Vari motivi impedirono la realizzazione di questo progetto, come il crollo della valutazione del petrolio texano alla fine degli anni '80. La realizzazione del grattacielo come appare oggi si deve all'architetto cinese naturalizzato statunitense I.M. Pei, che lavorò assieme ad altri professionisti. L'edificio fu completato nel 1986 e inaugurato nell'agosto di quello stesso anno.
L'edificio è noto soprattutto per la sua struttura architettonica unica: assomiglia infatti a un grande prisma con numerose facciate. Grazie alla sua forma del tutto particolare, l'edificio appare completamente differente da ogni angolazione dalla quale è osservato. Il nome dell'edificio, Fountain Place, deriva dalle fontane che sorgono in una piazza ai piedi di esso.
Nell'ultima stagione del telefilm Dallas il grattacielo conteneva gli uffici della Ewing Oil.